# Абушеева, Лидия Арсентьевна
Ли́дия Арсе́нтьевна Абуше́ева (1920―2002) ― советская бурятская театральная актриса, Народная артистка Бурятской АССР (1975), артистка Государственного Бурятского академического театра драмы им. Х. Намсараева (1939―1978).

## Биография
Родилась  20 июля 1920 года в селе Нарены Аларского района Иркутской области.
В 1934 году переехала с родителями в Улан-Удэ, где продолжила учёбу в школе имени Василия Блюхера.
В 1936 году поступила в театрально-музыкальном училище, которое окончила в 1939 году. Во время учёбы в училище, принимала участие в постановках бурятского театра. После завершения учебы Лидия Абушеева была принята в труппу театра и с тех пор почти 40 лет служила сцене.
С началом Великой Отечественной войны, вынуждена была оставить сцену и уехать на родину, но в 1943 году вернулась в родной театр и уже в октябре 1943 года выехала на гастроли в Монголию, где сыграла первую свою крупную роль Уран-Гуа в спектакле «Бабжа-Барас батор» Намжила Балдано. В годы войны в составе группы артистов выступала в госпиталях и перед колхозниками в сёлах Бурятии.
За многие годы работы в театре сыграла в более 80 спектаклях. Из русской классики особенно удачным стало исполнение в 1945 году роли Варвары в спектакле «Гроза» по пьесе Александра Островского. В спектакле «Кнут тайши» Хоца Намсараева убедительно исполнила роль хатан Долгор, жену тайши Дымбылова.
Абушеева создала немало образов в спектаклях советской драматургии. Так в «Офицере флота» по пьесе Алксандра Крона сыграла центральную роль Катерины Ивановны,  жены капитана корабля.
Одной из самых любимых ролей Лидии Абушеевой была роль Галины  Чайка, колхозницы из комедии «Стряпуха» и «Стряпуха замужем» А. Софронова. Лидия Арсентьевна также сыграла две значительные роли в пьесах Александра Вампилова: буфетчицу Анну Хороших в «Прошлым летом в Чулимске» и жену ректора института Репникову в «Прощании в июне».
Была участником двух декад бурятского искусства и литературы в Москве в 1940 и 1959 годах.  Вместе с театром с гастролями посетила все районы Бурятии, также выступала на сцене в Иркутской и Читинской областях, представляла искусство Бурятской АССР в больших творческих отчетах театра в Москве, Ленинграде, Монголии и Калмыкии.
В 1985 году сыграла роль бабушки в фильме Бараса Халзанова «Горький можжевельник».
За заслуги перед театральным искусством Бурятии Лидии Абушеевой были присвоены почётные звания «Заслуженная артистка Бурятской АССР» и «Народная артистка Бурятской АССР», также награждена медалями и многими почётными грамотами.